# Mirosław Filonik
Mirosław Filonik (ur. 11 maja 1958 w Białymstoku, zm. 3 maja 2025) – polski artysta rzeźbiarz, przedstawiciel nurtu polskiej sztuki lat 80., autor instalacji świetlnych. Mieszkał i pracował w Warszawie.

## Życiorys[2]
Ukończył Państwowe Liceum Sztuk Plastycznych w Supraślu. Od 1980 studiował na Wydziale Rzeźby Akademii Sztuk Pięknych w Warszawie w pracowni prof. Jana Kucza. W 1985 r. uzyskał dyplom z wyróżnieniem i nagrodę Ministerstwa Kultury i Sztuki.
W latach 80. tworzył wspólnie z Mirosławem Bałką i Markiem Kijewskim grupę artystyczną Neue Bieriemiennost. Od 1990 tworzył indywidualnie, przede wszystkim instalacje z autorskich lamp jarzeniowych.
Mirosław Filonik prezentował swoje prace na ponad stu wystawach indywidualnych i zbiorowych w Polsce i na świecie, a jego prace znajdują się w kolekcjach państwowych i prywatnych.
Artysta uzyskał w 2008 stopień doktora w Akademii Sztuk Pięknych w Poznaniu. Pracował dydaktycznie w Akademii Sztuk Pięknych w Poznaniu, Politechnice Warszawskiej i Politechnice Białostockiej.

## Twórczość

### Neue Bieriemiennost[3]
Od 1985 do 1989 Mirosław Filonik tworzył wspólnie z Mirosławem Bałką i Markiem Kijewskim grupę Neue Bieriemiennost, zaliczaną do czołowych grup artystycznych w polskiej sztuce lat 80., związaną z nurtem Nowej Ekspresji i rzeźby postmalarskiej.
Prace Neue Bieriemiennost charakteryzował humor, absurd i ironia, a wernisaże wystaw wyróżniały się organizowaniem przez artystów akcji i performance'ów.
Debiut Neue Bieriemiennost miał miejsce w Pracowni Dziekanka w Międzynarodowy Dzień Kobiet. Mirosław Filonik zaprezentował pracę przedstawiającą pierze ułożone w kształt kobiety, które następnie artysty rozdmuchał w stronę publiczności.
Filonik w ramach działalności Neue Bieriemiennost zrealizował m.in.:
- The Boys, Neue Bieriemiennost na rzecz Wszystkich Świętych, Galeria Wielka, Poznań, 1986
- Neue Bieriemiennost na rzecz Jeana Bedela Bokassy (praca zrealizowana z Mirosławem Bałką), Galeria Stodoła, Warszawa, 1987
- Ich bin Wolf, Galeria Rzeźby, Warszawa, 1988

### Daylight System[4]
Na przełomie lat 80. i 90. podstawowym budulcem prac Filonika stało się światło. Artysta od tego czasu tworzy instalacje z autorskich lamp jarzeniowych produkowanych dla niego przez Philips Lighting Poland, które emitują głównie jaskrawe, niebieskie światło. Lampy są tworzywem silnie zgeometryzowanych kompozycji, będących obok światła nośnikiem znaczeniowym, opartych na rytmach linii, prostych symbolach, bryłach i złudzeniach optycznych.
Charakterystyczną cechą prac Filonika jest współgranie z architekturą. Instalacje montowane we wnętrzach oraz na elewacjach budynków reinterpretują architekturę i podkreślają jej rytmiczność. Artysta realizował swoje prace m.in. na budynku Królikarni w Warszawie, w oknach Zachęty w Warszawie, na Ratuszu Staromiejskim w Gdańsku, w Kościele św. Jana w Gdańsku, na balkonie ASP w Poznaniu, na dziedzińcu CSW w Warszawie, w ruinach term Trajana w Rzymie.
Większość prac artysty z wykorzystaniem lamp jarzeniowych nosiło wspólny, niezmienny tytuł Daylight System. Kilka realizacji stanowi wyjątek od tej reguły, czego przykładem jest praca zatytułowana Róża (CSW, Warszawa, 2010).
Artysta wielokrotnie podkreślał duchowy, medytacyjny aspekt swoich prac. Niektórym instalacjom towarzyszyły kompozycje muzyczne tworzone przez zaprzyjaźnionych artystów-muzyków (Sławomira Kulpowicza, Tadeusza Sudnika).

### Prace retrospektywne
Od 2012 Mirosław Filonik prezentował retrospektywne gabloty – kopie swoich dawnych, na ogół niezachowanych prac (całkowicie bądź częściowo zniszczonych), które odtwarza w pomniejszonej skali, głównie na podstawie zachowanych materiałów ikonograficznych.
Artysta ponownie zrealizował w ten sposób prace Neue Bieriemiennost na rzecz Jeana Bedela Bokassy, Honolulu Baboon, Ich bin Wolf, Morderstwo w czerwonym pokoju, Eine Kleine Nacht, Święte ptaki pana Franciszka, Brzoza stoi na głowie, The Boys, Fisch, Blumen czy Przysposobiony obronnie.
Większość gablot została zakupiona na kolekcji prywatnych i państwowych.

### Statuetki
Mirosław Filonik był również autorem statuetek, m.in. przyznawanych przez Fundację Polskiego Godła Promocyjnego: "Teraz Polska" (od 1993 r.) oraz "Wybitny Polak" (od 2010 r.).

## Wybrane wystawy[7]

### Wystawy indywidualne
Wystawy indywidualne Mirosława Filonika organizowane były m.in. w następujących instytucjach:
- Narodowa Galeria Sztuki Zachęta, Warszawa
- Centrum Sztuki Współczesnej, Warszawa
- Królikarnia, Warszawa
- Muzeum Sztuki Nowoczesnej, Warszawa
- Galeria Arsenał, Białystok
- Galeria Sztuki Współczesnej, Opole
- Galeria Wschodnia, Łódź
- Galeria Zderzak, Kraków
- Galeria Bielska BWA, Bielsko-Biała
- Instytut Polski, Berlin
- Instytut Polski, Lipsk
- Galeria Estrujenbank, Madryt

### Wystawy zbiorowe
Artysta wziął udział w licznych wystawach zbiorowych, m.in.
- Ekspresja lat 80., BWA, Sopot (1986)
- Co słychać?, d. Zakłady Norblina, Warszawa (1987)
- A teraz rzeźba, SARP, Warszawa (1988)
- Kunst, Europa, Bonner Kunstverein, Bonn (1991)
- Ateneo de Caracas, Galería Los Espacios Cálidos, Caracas, Wenezuela (1991)
- III Festival de Performances, Madryt (1993)
- Corso Polonia, Instytut Polski, Rzym (2003)
- Art Poznań, Stary Browar, Poznań (2004)
- Republika Bananowa, Ekspresja lat 80-tych,Wałbrzyska Galeria Sztuki, BWA Zamek Książ, Muzeum Narodowe w Szczecinie, Galeria Sztuki Wozownia w Toruniu, Galeria Miejska Arsenał w Poznaniu, CSW Łaźnia w Gdańsku (2008)
- I Could Live in Africa, Witte de With, Center for Contemporary Art, Rotterdam; Muzeum Sztuki Nowoczesnej, Warszawa (2009)

## Prace w kolekcjach[2]
Prace Mirosława Filonika znajdują się w kolekcjach prywatnych oraz państwowych, m.in.
- Centrum Rzeźby Polskiej w Orońsku (Huśtawka)
- Centrum Sztuki Współczesnej Zamek Ujazdowski w Warszawie (Fisch)
- Muzeum Sztuki Nowoczesnej w Warszawie (rekonstrukcja Neue Bieriemiennost na rzecz Jeana Bedela Bokassy)
- Galerie für Zeitgenössische Kunst w Lipsku
- Mazowieckie Centrum Sztuki Współczesnej Elektrownia w Radomiu (gablota Honoluluu Baboon)